# Penthea lichenosa
Penthea lichenosa är en skalbaggsart som beskrevs av Mckeown 1942. Penthea lichenosa ingår i släktet Penthea och familjen långhorningar. Inga underarter finns listade i Catalogue of Life.